# Neuenreuth (Weißenbrunn)
Neuenreuth ist ein Gemeindeteil der Gemeinde Weißenbrunn im Landkreis Kronach (Oberfranken, Bayern).

## Geografie
Das Dorf liegt an der Rodach. Im Osten grenzt eine bewaldete Anhöhe an. Dort befindet sich der Lucas-Cranach-Turm (494 m ü. NHN). Im Südosten befindet sich eine ehemalige Sandgrube, die als Geotop ausgezeichnet ist. Eine Gemeindeverbindungsstraße führt zur Bundesstraße 85 (0,1 km östlich) bzw. nach Thonberg (0,8 km südöstlich).

## Geschichte
Gegen Ende des 18. Jahrhunderts gab es in Neuenreuth 5 Anwesen (3 Gütlein, 2 Häuser). Das Hochgericht übte das Rittergut Küps aus. Es hatte ggf. an das bambergische Centamt Kronach auszuliefern. Die Grundherrschaft über die Anwesen hatte das Rittergut Küps.
Mit dem Gemeindeedikt wurde Neuenreuth dem 1808 gebildeten Steuerdistrikt Küps und der 1818 gebildeten Ruralgemeinde Thonberg zugewiesen. Am 1. April 1972 wurde Neuenreuth im Zuge der Gebietsreform in Bayern in Weißenbrunn eingegliedert.

### Einwohnerentwicklung
| Jahr      | 001818 | 001861 | 001871 | 001885 | 001900 | 001925 | 001950 | 001961 | 001970 | 001987 |
| Einwohner | 29     | 38     | 40     | 48     | 43     | 52     | 54     | 53     | 87     | 113    |
| Häuser    | 5      |        |        | 6      | 7      | 8      | 8      | 9      |        | 31     |
| Quelle    | [ 5 ]  | [ 7 ]  | [ 8 ]  | [ 9 ]  | [ 10 ] | [ 11 ] | [ 12 ] | [ 13 ] | [ 14 ] | [ 1 ]  |

## Religion
Die Katholiken waren ursprünglich nach St. Johannes der Täufer (Kronach) gepfarrt, mit der Errichtung von St. Sebastian in Neuses im Jahr 1932 dann dorthin. Die Protestanten waren ursprünglich nach St. Jakobi (Küps) gepfarrt, anschließend nach Weißenbrunn und seit der ersten Hälfte des 20. Jahrhunderts nach Kronach.